# Eli Bohnen
Pour les articles homonymes, voir Bohnen.
Eli Aaron Bohnen (né le 9 septembre 1909 à Toronto, Canada et mort le 1er décembre 1992) est un rabbin conservateur américain, aumônier militaire qui accompagne l'armée américaine lors de la libération du camp de concentration de Dachau le 29 avril 1945.

## Biographie
Eli Bohnen est né le 9 septembre 1909 à Toronto, au Canada.

### Études
Il est ordonné rabbin par le Jewish Theological Seminary of America en 1935. Il reçoit un doctorat en lettres hébraïques de la même institution en 1953.

### Philadelphie
Eli Bohnen devient rabbin à Philadelphie de 1935 à 1939.

### Buffalo (New York)
Il devient ensuite rabbin à Buffalo dans l'État de New York de 1939 à 1948.

### Seconde Guerre mondiale
Durant la Seconde Guerre mondiale, Eli Bohnen devient un aumônier militaire dans l'armée américaine en Europe.

#### Libération de Dachau
La 42e division d'infanterie de l'armée américaine est créditée de la libération du camp de concentration de Dachau, le 29 avril 1945. En tant que commandant, le major général Harry Collins nomme comme rabbin aumônier le capitaine Eli Bohnen,, même s'il n'a pas un grand nombre de Juifs dans la division. Selon les récits contemporains, Collins est ému par le sort des prisonniers qu'il a vus à Dachau et prend des mesures extraordinaires pour s'assurer qu'ils reçoivent immédiatement un logement, de la nourriture et des soins médicaux. Son exemple permet au rabbin Bohnen de faire appel à l'aide de civils aux États-Unis, à demander des choses que l'armée n'est pas prête à fournir, y compris des aliments casher, des objets religieux et des dons en espèces.